# Quítxua de Cusco–Collao
El quítxua de Cusco-Collao (quítxua: Qusqu-Qullaw) és un terme col·lectiu utilitzat per als dialectes quítxua que han aspirat (tʃʰ, pʰ, tʰ, kʰ, qʰ) i ejectivat (tʃʼ, pʼ, tʼ, kʼ, qʼ) les consonants oclusives, aparentment manllevats de les llengües aimares. Inclouen el quítxua de Cusco, el quítxua de Puno, el quítxua nordbolivià i el quítxua sudbolivià. Juntament amb el quítxua d'Ayacucho, que és mútuament intel·ligible, formen la llengua quítxua meridional.
El 1975, el terme "Cusco-Collao" va ser encunyat pel govern de Juan Velasco Alvarado com el nom d'una de les sis varietats regionals de quítxua reconegudes oficialment al Perú, i encara s'utilitza tant en castellà com en quítxua a les publicacions del govern peruà i SIL International.
En termes lingüístics, el grup és problemàtic. Pel que fa al vocabulari, el quítxua de Cusco és el més proper al quítxua d'Ayacucho, amb el que té un 96% de semblança lèxica, mentre que el quítxua de Puno i les varietats quítxua bolivianes han manllevat més lèxic i morfologia de l'aimara i del castellà (per exemple, el sufix diminutiu ita, -itu, -sita, -situ en lloc de -cha: cf. "pedreta": rumisitu a Bolívia vs. rumicha tant a Cusco com a Ayacucho). Típic dels dialectes de Cusco-Collao és l’aparició de conjuncions subordinades, per exemple, imaraykuchus (perquè) i sichus (si), o pronoms relatius, p. ex. pitachus (qui) o imachus (això, què), que són poc freqüents en el quítxua d'Ayacucho i en altres varietats quítxues. Conjuncions com imaraykuchus són, amb diferència, les més comunes en els dialectes bolivians. En cas contrari, la subordinació en quítxua es pot expressar mitjançant sufixos i infixos com -pti- i -spa o (per substituir les oracions de relatiu) -q, -sqa i -na.